# Rain When I Die
Rain When I Die é a terceira faixa do álbum Dirt de 1992, pela banda grunge Alice in Chains. Trata-se de uma das poucas músicas feitas por todos os membros da banda juntos e a única desse tipo no álbum. Não faz parte do semi-conceito sobre vício, presente a partir de "Junkhead".
Jerry Cantrell, sobre a canção, do encarte do box-set Music Bank: 
| “ | É uma das poucas canções que eu e Layne escrevemos juntos. Geralmente é um ou o outro, ou um de nós toma do outro em certo ponto. Ele tinha algo, mas eu cheguei com algo antes que era tão bom quanto, e o resultado foi que nós ficamos putos da vida um com o outro por um dia. Então nós sentamos e escutamos um ao outro e percebemos que tudo era bom e achamos um jeito de misturar as duas. | ” |